# Санта-Элена (Парана)
Санта-Элена (порт. Santa Helena) — муниципалитет в Бразилии, входит в штат Парана. Составная часть мезорегиона Запад штата Парана. Входит в экономико-статистический микрорегион Толеду. Население составляет 21 696 человек на 2006 год. Занимает площадь 758,229 км². Плотность населения — 28,6 чел./км².
Праздник города — 26 мая. 

## История
Город основан 26 мая 1967 года. 

## Статистика
- Валовой внутренний продукт на 2003 год составляет 221 246 545,00 реалов (данные: Бразильский институт географии и статистики).
- Валовой внутренний продукт на душу населения на 2003 год составляет 10 464,29 реалов (данные: Бразильский институт географии и статистики).
- Индекс развития человеческого потенциала на 2000 год составляет 0,799 (данные: Программа развития ООН).

## География

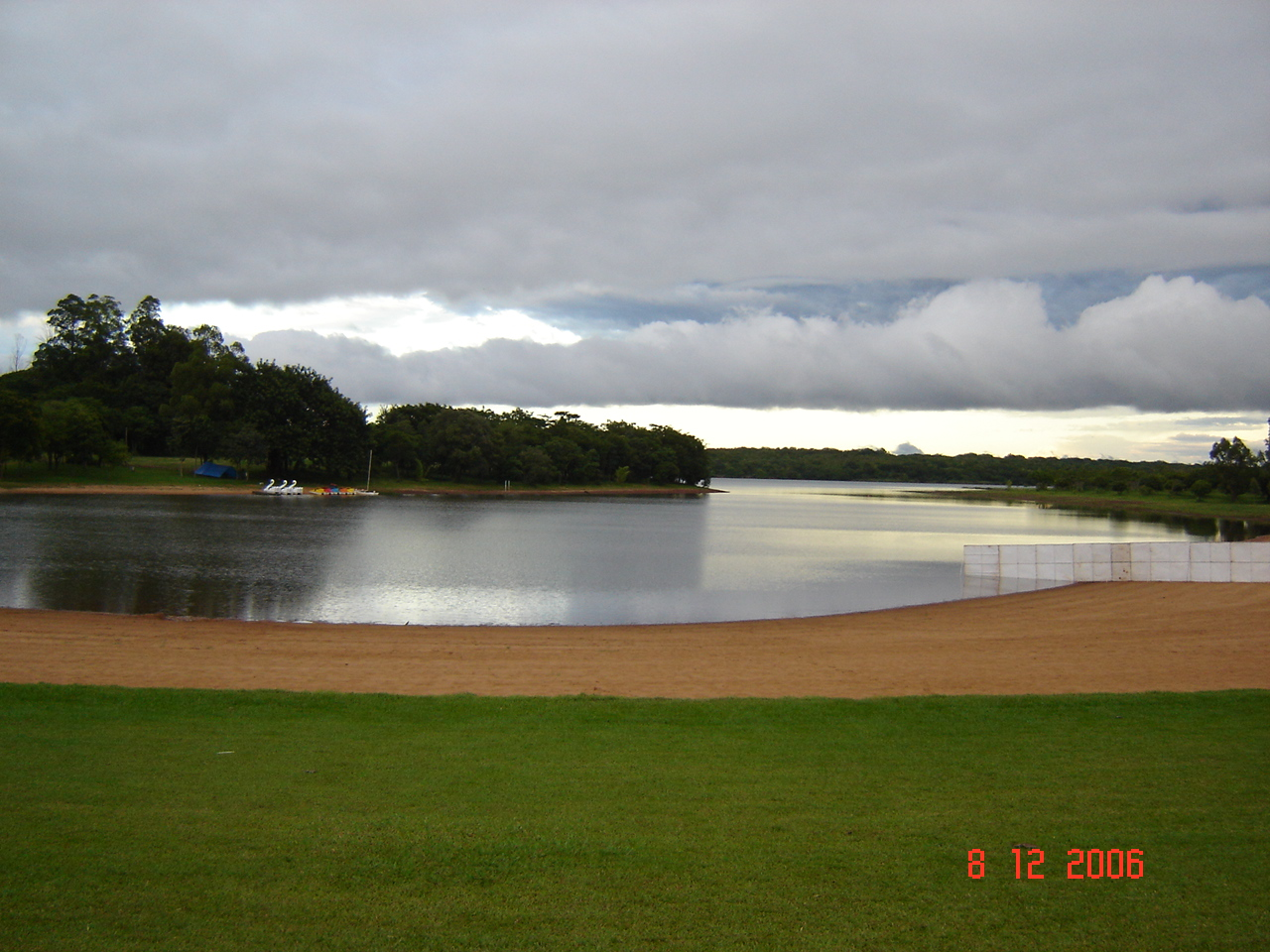

Климат местности: субтропический.